# Proasellus deminutus
Proasellus deminutus là một loài chân đều trong họ Asellidae. Loài này được Sket miêu tả khoa học năm 1959.